# Carlo Murena
Carlo Murena, auch Morena genannt (* 16. Juli 1713 in Collalto Sabino; † 7. Mai 1764 in Rom) war ein italienischer Architekt.

## Leben und Ausbildung

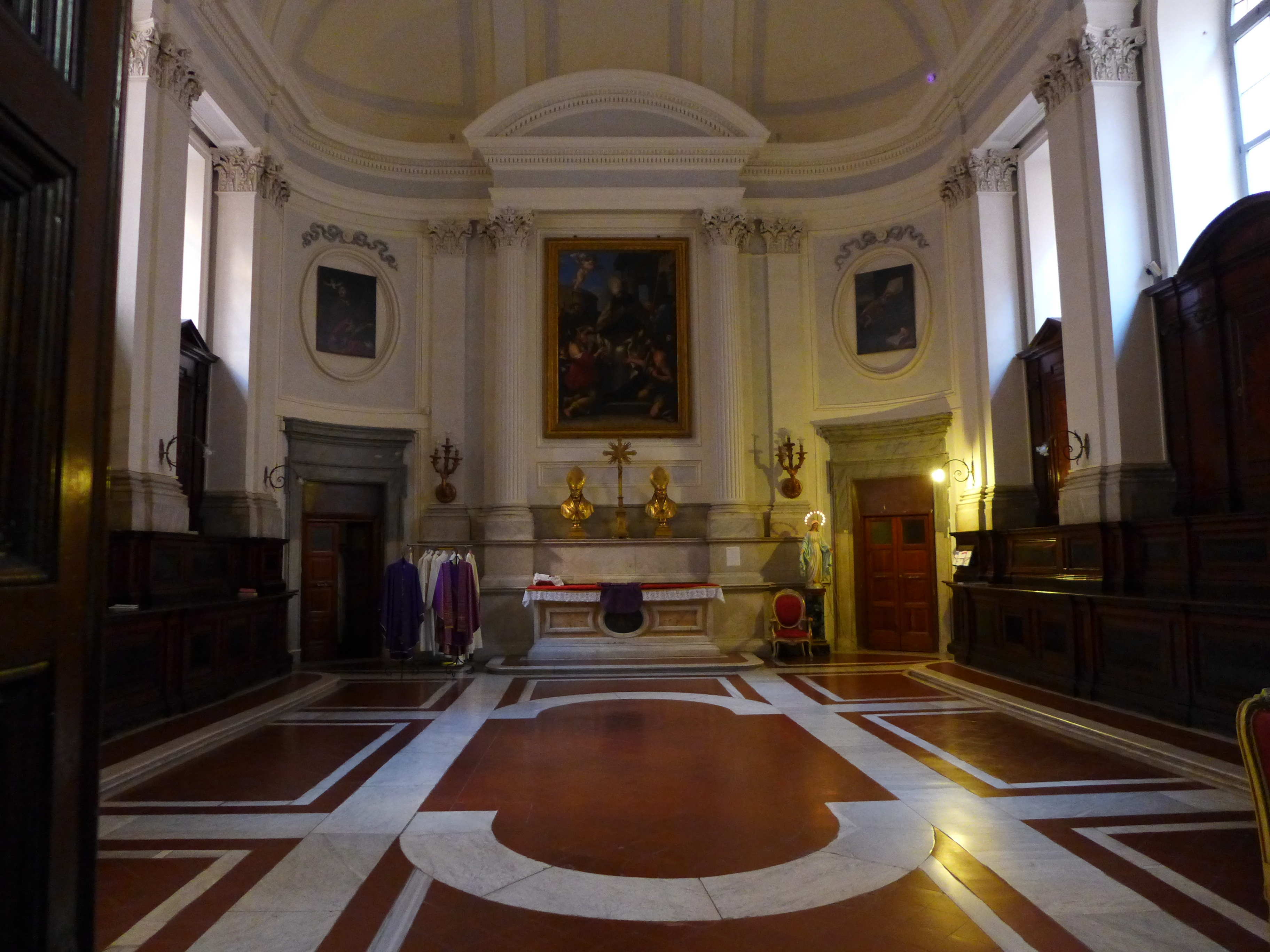
Basilika Sant’Agostino – Sakristei

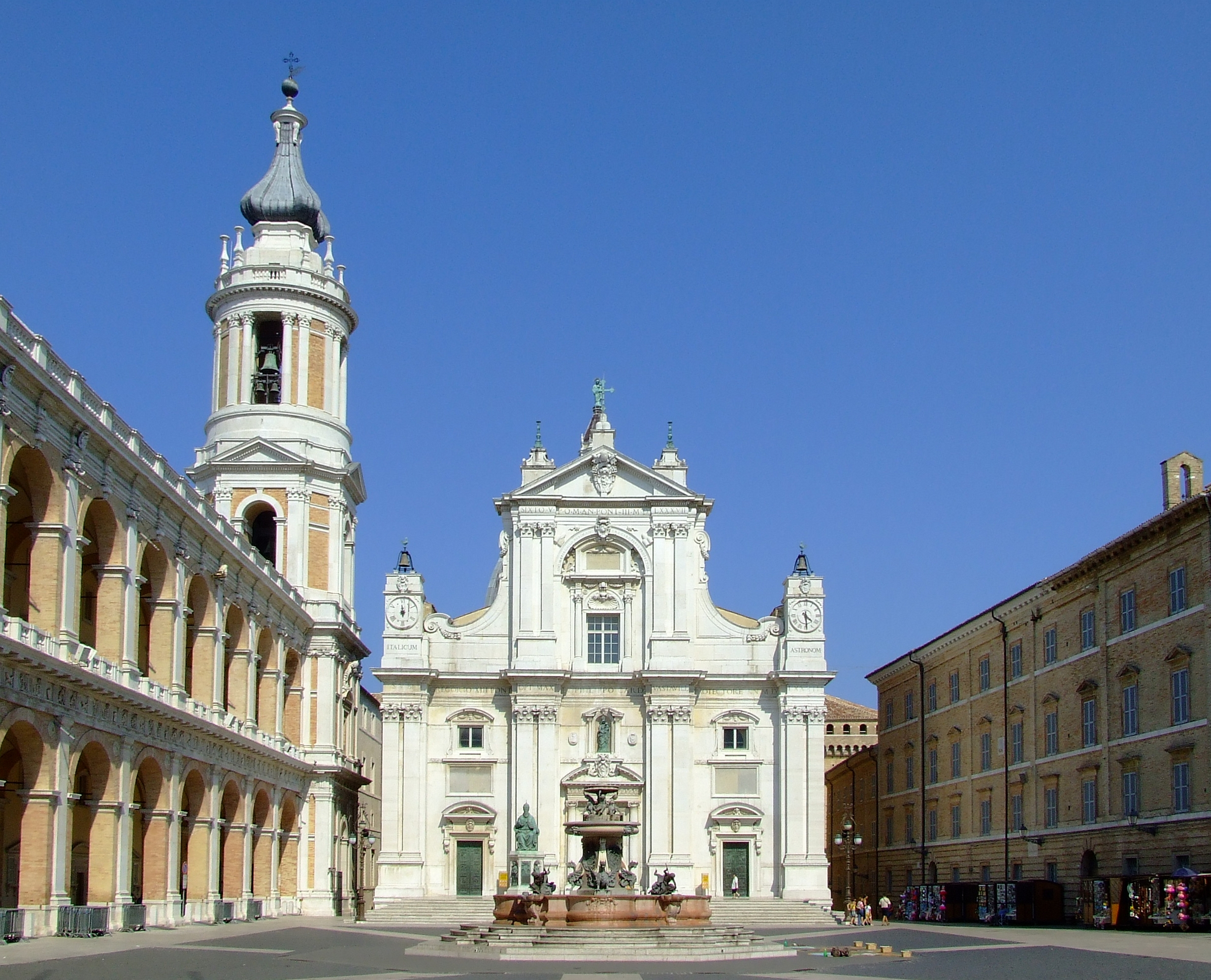
Basilika von Loreto – Campanile

Ursprünglich studierte Murena die schönen Wissenschaften, die Philosophie und die Rechte, wurde er in Rom Schüler des Architekten Nicola Salvi. Bereits um 1730 kam er auf Empfehlung Kardinal Francesco Barberini mit dem Architekten Luigi Vanvitelli in Kontakt, der zu jener Zeit das Lazarett von Ancona baute. Murena war ab 1737 dessen ständiger Mitarbeiter. Sein Lehrmeister vertraute ihm die Betreuung mehrerer Bauten an und ging selbst nach Neapel. Erstmals findet er 1740 an der Baustelle des Klosters Montemorcino in Perugia Erwähnung. Er fertigte zudem eine Zeichnung für das Tabernakel der Olivetaner-Kirche in Terni an. Ein weiterer Bau, mit dem er betraut war, war die Kirche der Nonnen von St. Trinita in Foligno. Seine Arbeit fans Anerkennung und er wurde nach Rom berufen, um dort die Zampaj-Kapelle in St. Antonio de Portoghesi zu errichten. Ab ca. 1751 war er weitgehend in Vertretung von Vanvitelli als leitender Architekt an den Baustellen tätig. Mitglied in der Accademia di San Luca wurde er 1759. Nach seinem Tod 1764 wurde Murena in San Giovanni dei Fiorentini begraben.

## Werke
Die meisten der ihm zugeschriebenen Arbeiten hat Carlo Murena im Auftrag oder in Zusammenarbeit mit Luigi Vanvitelli, der überwiegend die Entwürfe fertigte, ausgeführt:
- 1740 Umbau des Klosterkomplexes Montemorcino der Olivetaner in Perugia als Nachfolger von Vanvitelli in der Ausführung. In diesem Gebäude, Palazzo Murena genannt, ist heute die Universität von Perugia untergebracht.
- 1746–1749 Bau des großen Krankenhauses in Gubbio
- 1748 Renovierung der Kirche Santa Maria degli Angeli e dei Martiri in Rom
- 1750 Palazzo Lante nahe dem Pantheon in Rom, im Auftrag des Kardinals Federico Marcello Lante della Rovere
- 1752–1763 Umbau des Klosters und der Sakristei von Sant’Agostino in Campo Marzio in Rom, nach Entwürfen von Luigi Vanvitelli, der von Karl VII. 1751 nach Caserta für den Bau des Palazzo Reale abberufen wurde.
- 1751 Kapelle der Familie Guidi di Bagno in der Basilika Santi Bonifacio e Alessio in Rom
- 1751–1758 übernimmt er von Vanvitelli die Bauausführung am Campanile der Basilika vom Heiligen Haus in Loreto
- 1758 Murena wird gemeinsam mit Paolo Posi und Carlo Marchionni eingeladen ein Modell für die Portale der Peterskirche vorzulegen.
- 1762 Arbeiten an der Peterskirche, erst als Hilfs-Architekt (archidetto coadiutore), 1763 als Stellvertreter von Vanvitelli, der zu dieser Zeit leitender Architekt war.
- Beteiligt am Abschluss der Umbauarbeiten für San Silvestro in Capite in Rom

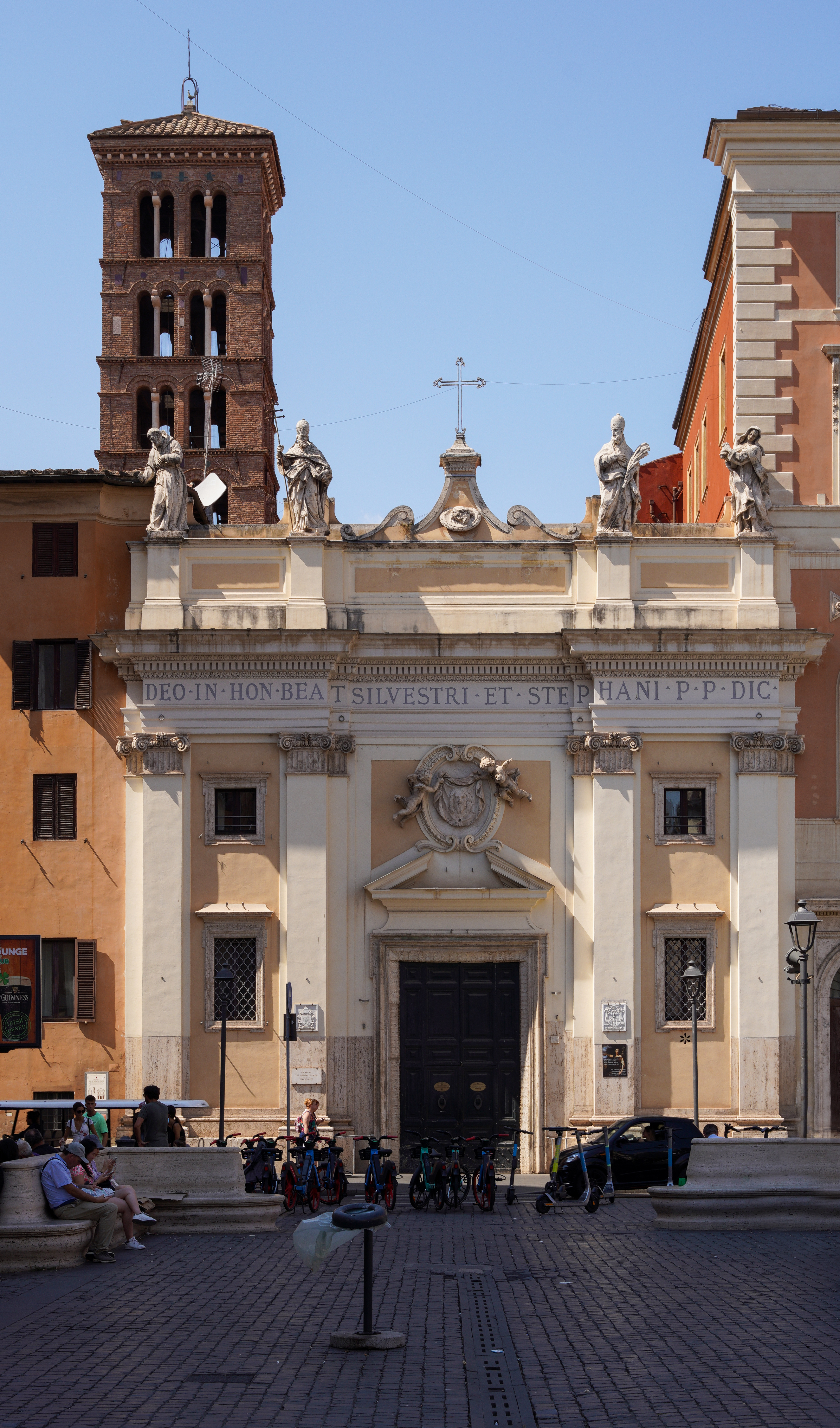
San Silvestro in Capite